# Georg Thonet
Georg Thonet (* 12. April 1909 in Bistritz am Hostein; † 22. Juli 2005 in Frankenberg (Eder)) war ein deutscher Möbelunternehmer.

## Werdegang
Thonet war Urenkel des Tischlers Michael Thonet, der 1849 in Wien den Möbelhersteller Gebrüder Thonet gegründet hatte. Nach dem Abitur studierte an der Technischen Hochschule Wien und schloss 1935 als Diplom-Ingenieur ab. Anschließend vervollständigte er seine Kenntnisse in London. 1937 übernahm er die Leitung des Thonet-Werks in Frankenberg und führte das Unternehmen bis 1994. Nach dem Zweiten Weltkrieg baute er die völlig zerstörte Fabrik wieder auf und führte das Unternehmen vor allem mit Bauhaus-Stahlrohrmöbeln wieder zu internationalem Erfolg.
Er war mehr als 30 Jahre Vorstandsmitglied des Verbands der Deutschen Möbelindustrie (VDM) und Präsident der Commission Marques de Qualitée de l’Union européenne de l’Ameublement.
Er erweiterte die Sammlung historischer Thonet-Möbel, die seit 1989 im Thonet-Museum zu sehen sind.

## Ehrungen
- 1979: Verdienstkreuz 1. Klasse der Bundesrepublik Deutschland
- 1979: Großes Silbernes Ehrenzeichen für Verdienste um die Republik Österreich
- 1989: Großes Verdienstkreuz der Bundesrepublik Deutschland
- 1994: Hessischer Verdienstorden